# Neolebias kerguennae
Neolebias kerguennae är en fiskart som beskrevs av Daget, 1980. Neolebias kerguennae ingår i släktet Neolebias och familjen Distichodontidae. IUCN kategoriserar arten globalt som starkt hotad. Inga underarter finns listade i Catalogue of Life.